# Climent I
Climent I (Roma, mort ca. 99/101), també conegut com a Climent de Roma o Climent Romà, va ser el quart bisbe de Roma i el tercer successor de sant Pere. A diferència dels seus dos predecessors, Climent és el primer bisbe romà del qual es tenen notícies històriques fiables. Com els altres primers bisbes romans, la seva cronologia és confusa: el seu pontificat va tenir lloc aproximadament entre el 88/91 i el 99/101; també és confusa la seva situació en l'ordre successori romà, si bé actualment se'l considera el tercer successor de sant Pere.
Tant el seu origen com el seu pontificat són bastant desconeguts. Són diverses les teories que hi ha hagut, però un dels fets més destacables és un escrit que és considerat autèntic de Climent: la «Primera Epístola de Climent», on escriu als cristians de l'església coríntia. Per aquest escrit se l'ha considerat el primer «Pare apostòlic» de l'Església. També se li atribueixen moltes altres obres escrites sense ser veritablement seves, car van ser escrites posteriorment a la seva mort.
Com a bisbe de Roma, l'Església Catòlica el considera papa per, segons s'exposa en el catàleg oficial de la Santa Seu, l'Annuario Pontificio. No obstant això, cal tenir en compte que en una etapa tan matinera de la història de l'Església encara no existia el títol de papa, i encara menys com la màxima figura jeràrquica eclesiàstica.
Com a pare apostòlic, és venerat com a sant per totes les confessions cristianes, a més que se'l considera màrtir. La seva festa se celebra el 23 de novembre en l'àmbit catòlic i protestant, el 25 de novembre en l'àmbit ortodox oriental, i el 8 de novembre en l'Església copta.

## Biografia

### Orígens
Les dades biografies referents a la seva vida abans d'exercir el càrrec episcopal són escasses. El Liber Pontificalis diu que era d'origen romà, concretament del districte situat al mont Celi, i que el seu pare es deia Faustí, però també en els escrits pseudoclementins es diu que es deia Faustinià. L'elecció del districte de naixement està possiblement influïda pel lloc on s'ubica la basílica de Sant Climent del Laterà, entre el Celi i l'Esquilí, on es van realitzar unes excavacions on trobaren unes restes, no anteriors al segle iii, d'una casa d'un home anomenat Climent, la qual els autors consideren que era una altra persona, però que fou probablement el que feu identificar els autors cristians antics amb Climent I a partir del segle iv.

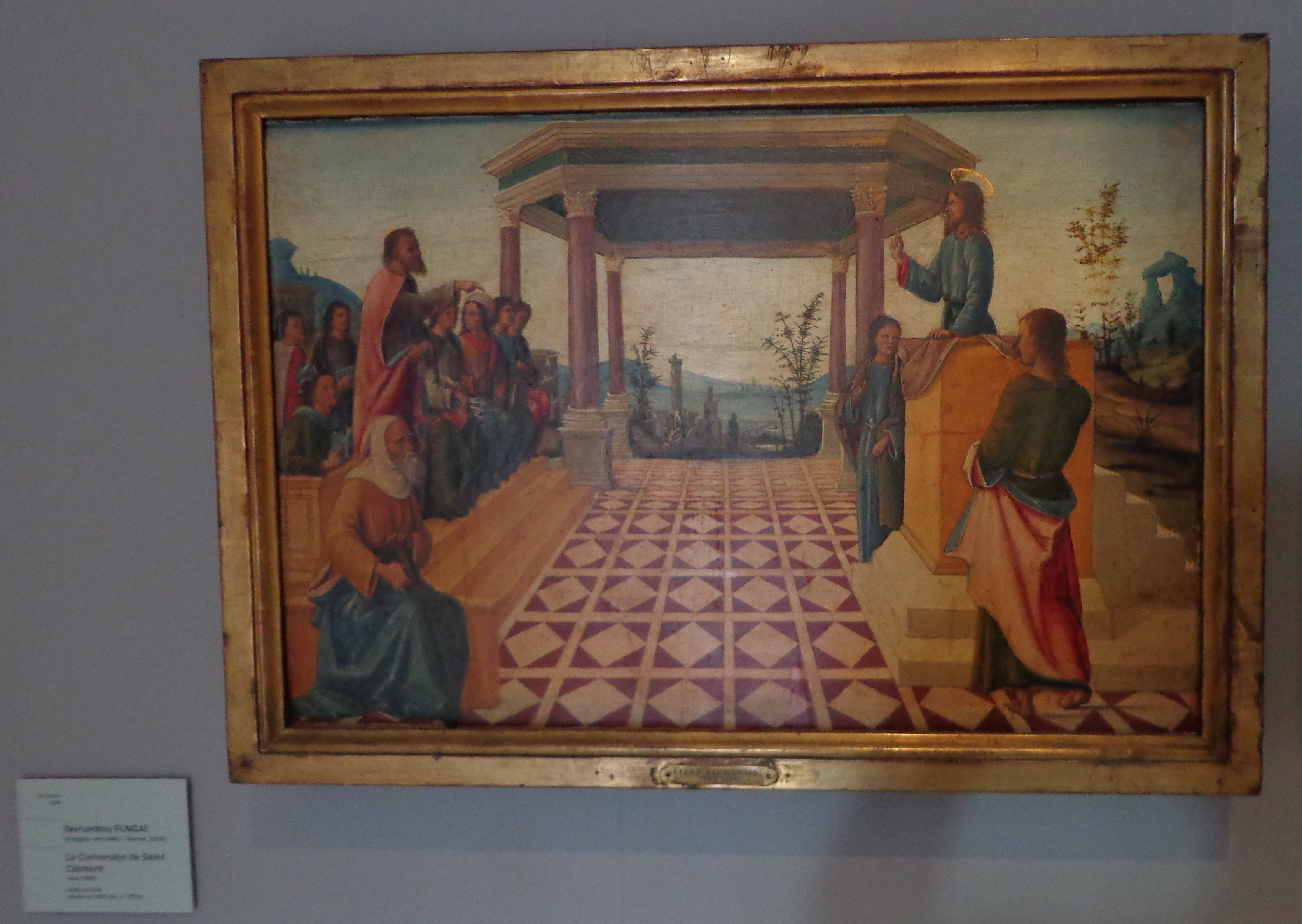
La conversió de sant Climent de Bernardino Fungai (1460-1516). Museu de Belles Arts d'Estrasburg.

Probablement un home influent en els primers anys de l'església romana, es creu que va estar en contacte amb els apòstols Pere i Pau. Una tradició apunta que fou ordenat pel mateix sant Pere. Hegèsip de Jerusalem i Sant Ireneu de Lió a Adversus haereses afirmen que Climent, com a contemporani dels apòstols, va poder conversar amb ells i va predicar, juntament amb els altres deixebles, el cristianisme en vida d'aquests. De fet, també s'assegura que va ser batejat i ordenat per sant Pere i que, després, va ser bisbe auxiliar de Lli i Anaclet. Això es deu probablement al fet que normalment és identificat com un company de treball de sant Pau que apareix esmentat, juntament amb altres col·laboradors, a la «Carta als Filipencs», a la Bíblia. Així ho creuen Orígenes, Eusebi de Cesarea, Epifani de Salamina i Jeroni d'Estridó, però és possible que aquesta persona fos un altre Climent, originari de Filipos, perquè de fet la carta es dirigeix als cristians d'aquesta ciutat grega. Louis de Cormenin i Henry Chapman esmenten una teoria considerada errònia al segle xix segons la qual s'havia considerat a Climent un possible parent dels emperadors romans per la similitud del seu nom amb el de Flavi Climent, cònsol de l'any 95, nebot de Vespasià i cosí de Domicià, que va ser martiritzat per aquest darrer al final del seu consolat segons Suetoni i Cassi Dió, on es mostra que els motius al·legats eren religiosos.
Altres fonts sense fonaments històrics, les actes dels sants Nereu i Aquil·leu, refereixen la teoria sobre la relació amb la casa imperial i havien apuntat que fos fill del germà gran de Flavi Climent, el consol de l'any 82 Flavi Sabí i la seva esposa, germana de Domicià, martiritzats també per l'emperador, la filiació és improbable perquè hauria estat massa jove per conèixer als apòstols Pere i Pau, si es considera realment que va tenir-hi contacte. Així mateix, és molt poc probable que fos un membre de la família imperial romana, ans al contrari: s'apunta més aviat que era un llibert o fill d'un llibert, molt probablement d'origen jueu i de família patrícia, de la casa imperial de Neró, car no era estrany que tinguessin esclaus cristians. Per tant, es va convertir al cristianisme des del judaisme, és a dir, no era un gentil procedent del paganisme romà, en tant que es diu que Climent s'anomenava a si mateix com a «fill de Jacob» i, a més, en la seva epístola als corintis, fa nombroses referències a l'Antic Testament, quelcom que demostraria un gran coneixement hebraic, i que ha fet pensar a alguns autors que reflecteix encara més el seu possible origen jueu.

### Pontificat

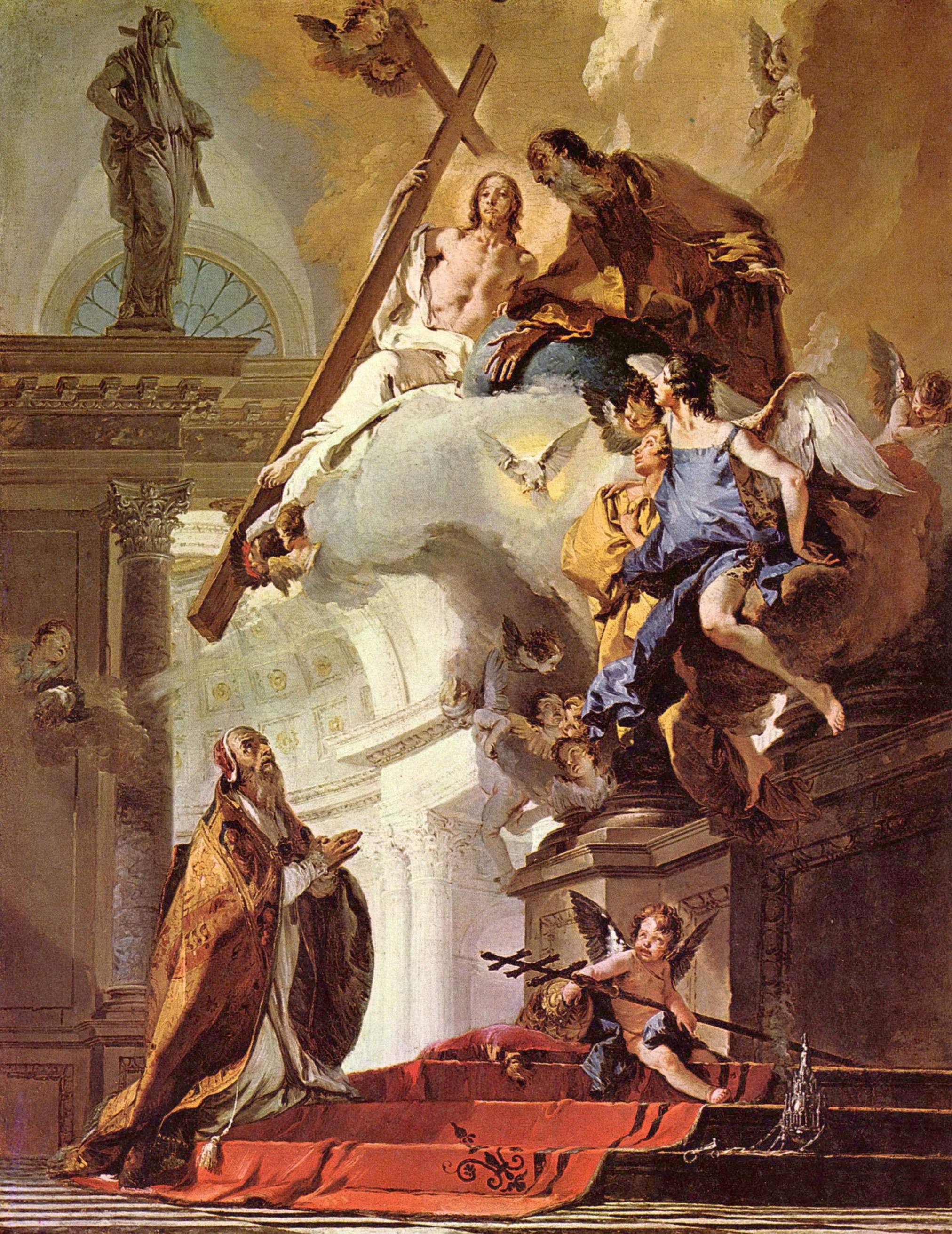
El Papa Sant Climent adorant la Trinitat (1730-35), obra de Giovanni Battista Tiepolo conservada a la National Gallery de Londres.

En primer lloc, cal esmentar la confusió en l'ordre de successió dels bisbes romans. Alguns autors afirmen que va ser el successor immediat de sant Pere, ometent a Lli i Anaclet o bé posposant-los. Segons Tertul·lià, va ser el propi sant Pere qui va ordenar a Climent, mentre que sant Jeroni comenta que molts «llatins» sostingueren que va ser el primer successor petri, malgrat que ell també va considerar que va ser el quart successor. No obstant això, es consideren més fiables les dades d'Ireneu de Lió, que descriu la llista tradicional que s'ha seguit fins avui. Això és perquè va basar la seva obra en una citació de sant Epifani d'una llista, la més antiga de la qual es té constància, realitzada per Hegèsip, probablement cap al 160 o el 170, durant els pontificats d'Anicet o Soter. Aquesta llista seria igualment utilitzada per altres autors com Juli Africà en la seva cronografia del 222, així com probablement per Hipòlit de Roma, que després passaria al Catàleg Liberià del 354, i d'aquesta obra en beuria el Liber Pontificalis.
Per la seva banda, Eusebi de Cesarea també diu que és el tercer, unes dades que utilitza l'obra de Juli Africà, però en corregeix lleugerament les dates. També la crònica de sant Jeroni és una traducció d'Eusebi, car l'original es va perdre. Jeroni esmenta que Climent és el successor de Lli i Anaclet, però també reconeix a un altre Climent com l'immediat successor de sant Pere, basant-se en la tradició que havia estat ordenat sacerdot per l'apòstol i una llei apòcrifa, pseudoclementina, d'almenys del segle iii continguda en l'obra de Tertul·lià i després en les Constitucions Apostòliques, que esmenta com s'ordenà poc abans de la mort de Pere. El Catàleg Liberià canvia de posició a Climent, posant-lo davant de Clet i Anaclet, que són de fet la mateixa persona. Henry Chapman va considerar que això es degué a un dels diversos errors accidentals de l'autor d'aquesta llista. L'únic que intenta conciliar ambdues tradicions és Rufí d'Aquileia, que confiant que l'epístola de Climent fos apòcrifa, afirma que va ser ordenat per Pere, el precedirien Lli i Anaclet, però que juntament amb Climent els tres van exercir funcions episcopals en vida de Pere.
Sobre la seva cronologia, el Liber Pontificalis indica que a regnar durant 9 anys, 2 mesos i 10 dies, en temps de Galba i Vespasià, des del consulat de Tràgal i Itàlic, l'any 68, fins al 79, quan Vespasià esdevé cònsol per novena vegada i Tit ho és amb ell. Aquestes dates són incorrectes, generalment l'Annuario Pontificio de la Santa Seu atorga un pontificat d'uns deu anys, del 88 al 97. Eusebi de Cesarea diu que va començar el seu mandat el dotzè any regnat de Domicià, el 92, i que dirigí l'església romana fins època de Nerva, finalitzant el tercer any de regnat de Trajà, l'any 99. Altres autors ofereixen altres dates, entre el ca. 91 i el ca. 101, en general s'acostuma a datar la mort al voltant de l'any 100. Henry Chapman a la Catholic Encyclopedia diu que Climent va regnar aproximadament fins al 99, basant-se en la llista d'Hegèsip, citada per Epifani de Salamina, el qual diu, com s'ha esmentat abans amb sant Ireneu, que Climent va ser contemporani als apòstols Pere i Pau a Roma, i que fins i tot va fer-hi amistat. Les dades d'Hegèsip les va utilitzar Juli Africà per configurar la seva pròpia llista, si bé partia amb alguns errors, no hi ha dubte que a la seva època, l'any 160, es creia que Climent havia mort el segon any del regnat de Trajà, el 99, tal com es destil·la de la llista d'Hegèsip.
D'altra banda, cal tenir en compte que, per la situació en la història de l'Església, el nom i el càrrec de «bisbe» encara no és present en aquesta fase primitiva. No obstant això és indubtable que Climent va ser una personalitat coneguda i important dins de la comunitat romana des de la unificació de les diferents congregacions cristianes en una única església oficiada bàsicament per preveres des dels temps dels apòstols Pere i Pau.
El Liber Pontificalis descriu algunes disposicions, però totes elles han resultat ser falses. L'autor diu que va crear els set districtes eclesiàstics de Roma i els va assignar a notaris fidels a l'Església que poguessin dur a terme una recerca diligent, acurada dins del districte en relació amb els actes dels màrtirs. Aquesta disposició, tanmateix, s'atribueix al papa Fabià, al segle iii. Per a Louise Loomis és evident la intenció de l'autor de fixar la funció del notari eclesiàstic, un cos al qual potser pertanyia. Com en altres casos del Liber, s'atribueix l'ordenació de deu sacerdots, dos diaques i quinze bisbes en diversos llocs, però com en casos semblants en un moment tan matiner de la història de l'Església aquests càrrecs potser ni tan sols estaven definits.
Segons Ireneu, durant el seu pontificat, un moment en què l'Església no ha està totalment establerta sinó que es basa en diferents seus, la seu romana rep la notícia que els cristians de Corint s'han dividit en dos bàndols. D'aquest conflicte es conserva la Carta als cristians de Corint o Primera Epístola de Climent, que precisament s'atribueix l'autoria al bisbe romà, datada cap a l'any 96, amb la qual va aconseguir retornar la situació a la normalitat en la comunitat coríntia predicant la tradició llegada dels apòstols per a totes les esglésies. De fet, la carta és considerada un dels primers exemples de la mostra d'autoritat del bisbe romà envers altres seus eclesiàstiques.

### Mort
Es considera que va morir màrtir el segon o el tercer any de regnat de Trajà. El Liber esmenta que va ser enterrat a Grècia el 24 de novembre i que la seu romana va estar vacant durant 21 dies. La primera menció de Climent I com a sant, i probablement com màrtir d'on es desprèn la seva llegenda hagiogràfica, és de Rufí d'Aquileia vers l'any 400. El títol de màrtir, a més, seria sancionat en època de Sirici, segons els fragments d'un epígraf que, tanmateix, se n'ha qüestionat la seva verificabilitat recentment. De fet, els autors antics no parlen d'aquest fet: Eusebi no ho comenta, i sant Jeroni no l'inclou en el seu llistat de màrtirs. També el papa Zòsim així ho esmenta en una carta enviada a Àfrica l'any 417 on parla del judici i l'absolució parcial de l'heretge Celestí a la basílica de Sant Climent, temple escollit per dur a terme el procés perquè, segons Zòsim, Climent havia après la fe del mateix sant Pere i havia donat la vida per ella, en altres paraules, que havia mort com a màrtir de la fe. El 430 també rebia aquest nom per l'escriptor Predestinat i el 442 en el Sínode de Vaison.

## Veneració

### Relat hagiogràfic

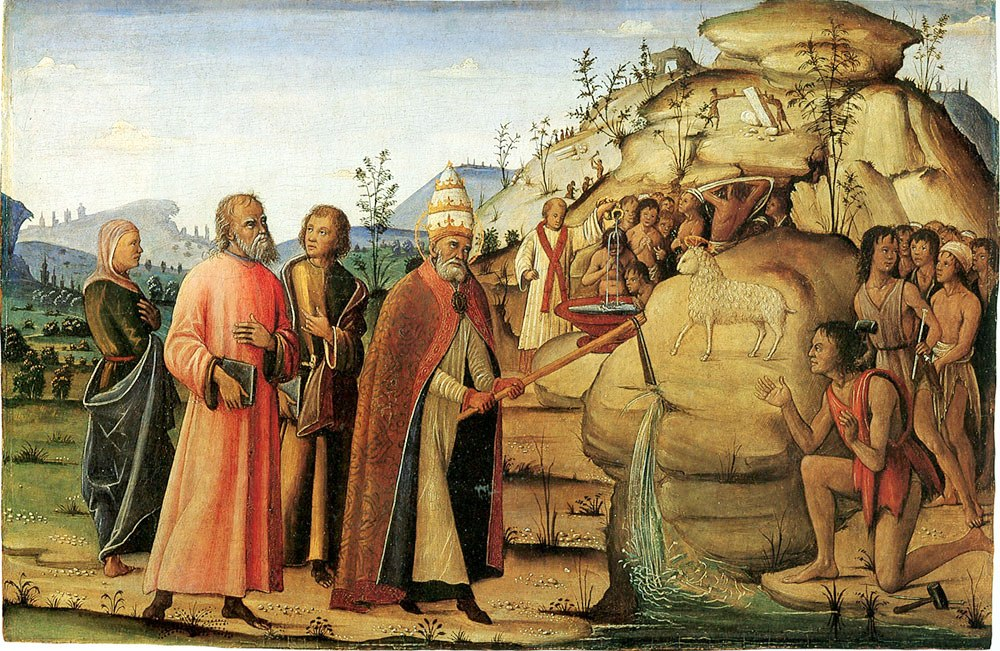
Escena de la troballa de la font d'aigua a la pedrera. Obra de Fungai (Museu de Belles d'Arts d'Estrasburg).

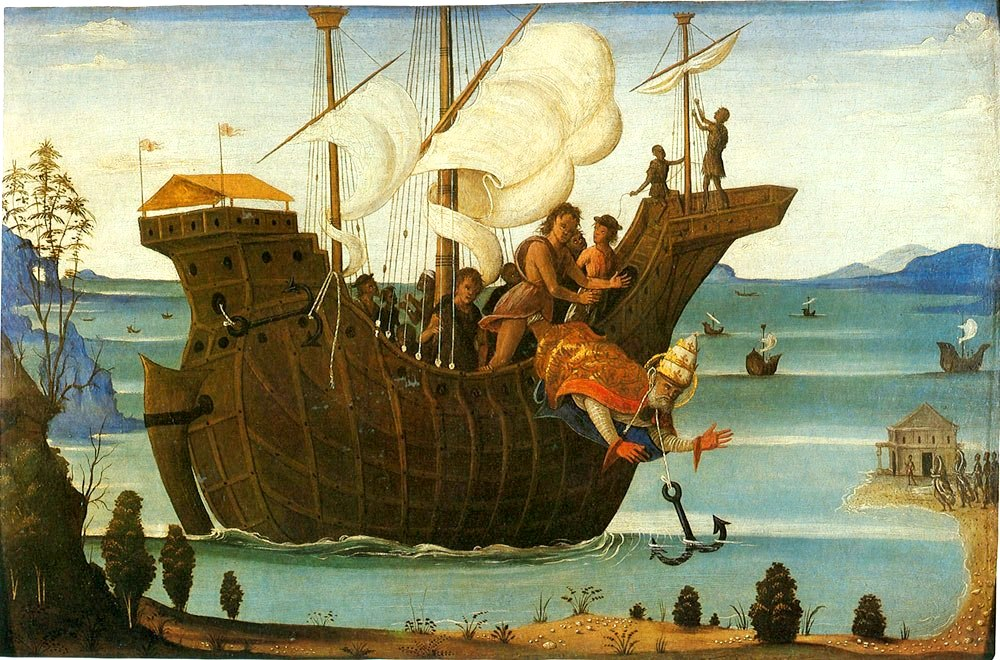
El martiri de Sant Climent de Fungai (Museu de Belles d'Arts d'Estrasburg). El llançament de Climent I al mar lligat a una àncora és una llegenda d'almenys del.

Una llegenda sobre la seva mort i martiri a la península de Crimea està continguda en els textos apòcrifs dels Actes Grecs sobre el seu martiri apareixen al Patres Apostolici de Jean-Baptiste Cotelier, una història coneguda per Gregori de Tours al segle vi, però que amb tota probabilitat no va més enllà del segle iv en antiguitat. En ells es parla de com va convertir a Teodora, esposa de Sisini, un cortesà de Nerva, i després de diversos miracles, el mateix Sisini i unes altres 423 persones van convertir-se. Per aquesta raó, l'emperador Trajà el desterra a Crimea a treballar a unes pedreres de marbre, on després va trobar miraculosament una font d'aigua després de tenir una visió d'un xai amb una pota aixecada. Després d'aquest episodi va predicar l'evangeli de tal manera que la gent del país es va convertir i es van construir 75 esglésies. Arran d'aquest fet, Trajà va ordenar que Climent fos llançat a l'aigua amb una àncora de ferro lligada al seu coll. Els àngels van procurar-li un llit marítim, i cada any la marea retrocedia deu milles, posant al descobert un santuari que contenia els ossos del màrtir, construït miraculosament sota el mar i la marea retrocedia dues milles cada any, que van descobrir un santuari construït miraculosament sota del mar.
Pio Franchi de' Cavalieri va demostrar que la versió llatina de la passió de Climent, i no la grega, era l'original. A més, creia que la representació literària podia provenir dels elements de l'antic mosaic de l'absis de la basílica de Sant Climent, el del segle iv car l'actual és del segle xii, on apareixeria l'Agnus Dei i altres elements presents en la història del martiri. Hippolyte Delehaye considerà aquest relat una mica forçat, com una llegenda romana podia acabar amb una condemna a Crimea i, concretament a Querson. Per tant, de la llegenda original es va formar una de caràcter local, que finalment arribà a Roma, on s'integraria en la història creada inicialment i que encara tindria altres afegitons, per exemple de Gregori de Tours, o variants de la història, com la continguda en el Menologion de Basili II, on es descriu que Climent fou exiliat a Ancira (Ankara) i no a Crimea, i allà morí de gana, si bé les restes si serien llançades al mar a Querson; la confusió i el naixement d'aquesta tradició hagiogràfica es degué potser al nom grec d'Ankara, que significa «àncora».

### Troballa

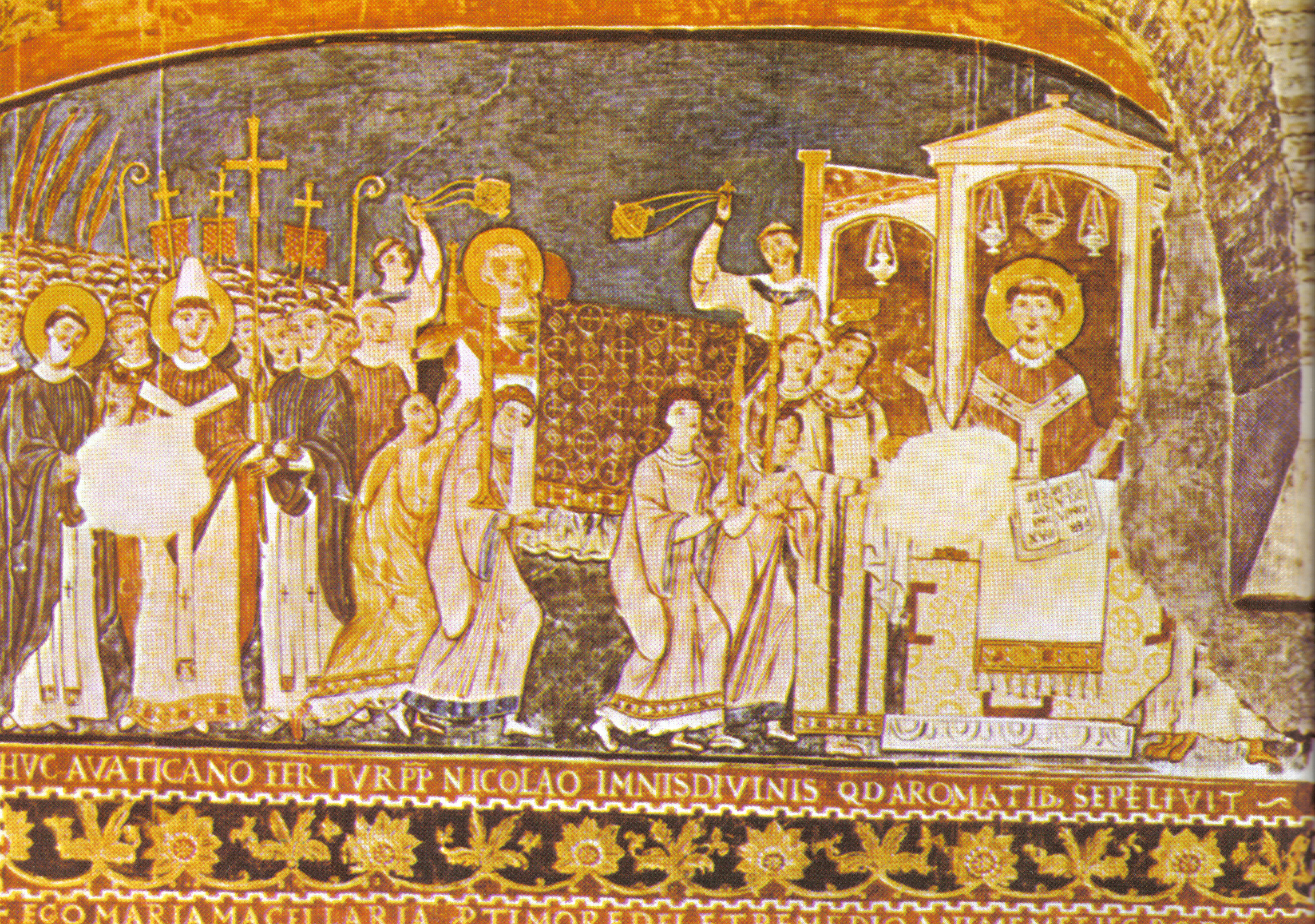
Trasllat del cos de Climent a Roma per Ciril i Metodi. Fresc del a la basílica de Sant Climent del Laterà.

Vers el 868, sant Ciril estava a Crimea per evangelitzar els khàzars i en excavar en un monticle va trobar ossos i una àncora, però no sota del mar. Es va creure que eren les relíquies de sant Climent i van ser traslladades per Ciril a Roma, i dipositades per Adrià II amb les de sant Ignasi d'Antioquia en l'altar de la basílica de Sant Climent del Laterà. La història del trasllat és certa, però és obvi que la troballa en referència al monticle, és ben possible que semblés una simple tomba, sent l'àncora l'única evidència d'identitat, però no és deduïble que aquesta estigués al mateix lloc que els ossos. Chapman esmenta que els seus contemporanis creien que aquest martiri era possiblement fruit de la confusió amb Flavi Climent, que també fou martiritzat. És possible que l'absència d'una tradició de la mort de Climent I a Roma estigui a favor d'una possible mort a l'exili, fos martiritzat o no.

### Commemoració
Climent apareix en el Cànon Romà de la Missa. A més apareix a diversos martirologis. Ho fa al Martirologi Jeronimià, i fins i tot a calendaris mossàrabs, amb la data commemorativa del 23 de novembre. Aquesta data passà als martirologis medievals fins que arribà al Martirologi Romà. La data del 21 de novembre, si més no en el mateix mes, està continguda en algunes versions del martirologi de Jeroni, si bé per exemple Caesar Baronius no els dona credibilitat. A les esglésies orientals, en canvi, la data fixada és el 25 de novembre, de vegades també el 23 o el 24 del mateix mes.
A diferència de molts altres bisbes romans, el culte a Climent I es va estendre entre eslaus del sud cristians. Quan Vladímir I de Kíev va convertir-se al cristianisme batejant-se el 988, va portar un bisbe per a la ciutat de Kíev, i a més va agafar algunes de les suposades relíquies de Climent conservades a Querson per conservar-les a l'Església dels Delmes, la primera de Kíev, fundada per Vladímir, per tal de convertir la ciutat en una capital cristiana. El 1030, Iaroslau I les va traslladar a una nova catedral, però el culte a Climent va quedar en una posició secundària davant del culte constantinopolità de sant Andreu.
Sembla que la tradició quersonesa de Climent va quedar confusa al ducat de Kíev. El 1058, Enric I de França va enviar al bisbe Roger de Châlons, per tal de disposar el casament del monarca francès amb Anna de Kíev. Allà el bisbe es va interessar per la llegenda i les relíquies de Climent, desconeixent el trasllat realitzat per Ciril. Tanmateix, el mateix príncep Iaroslau va donar una visió distorsionada del relat, incloent-hi una visita a Querson del papa Juli I. A més, va explicar al bisbe que ell va visitar l'Església de Sant Climent, i va traslladar el cap del papa a Kíev.

## Obres

### Carta als corintis

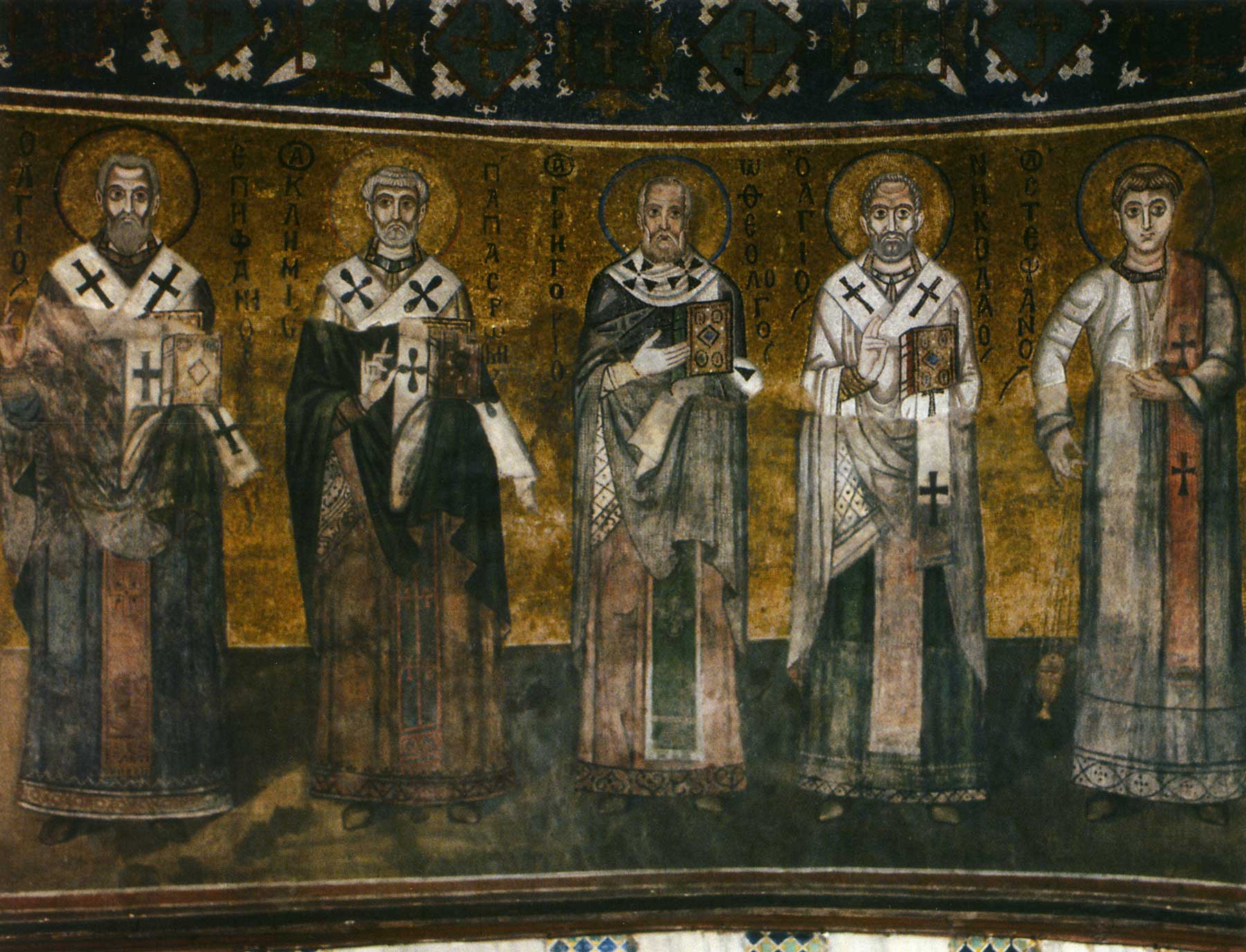
Atribuïda l'autoria de l'epístola dels corintis, a Climent se l'ha considerat el primer dels pares apostòlics de l'Església, representats aquí en un mosaic, perdut parcialment a la part inferior, del, a la Catedral de Santa Sofia de Kíev.

A Climent se li atribueix la «Carta als cristians de Corint», coneguda també com la «Primera Epístola de Climent». En general se li atribueix l'autoria a aquest papa, i és datada vers l'any 96. És la primera obra de la literatura cristiana de la qual es coneix el seu autor, la situació i l'època. Durant el regnat de Domicià, van aparèixer algunes disputes a Corint i l'església coríntia s'havia dividit en dos bàndols, conflicte al qual Climent va intentar intervenir calmant els ànims i reclamant la pau amb la predicació de la tradició llegada pels apòstols.
En realitat, dita carta no conté el nom explícit de Climent, està dirigida des de «l'Església de Déu establerta a Roma, a l'Església de Déu establerta a Corint». Dues fonts del segle ii citen l'episodi de la divisió de l'Església de Corint i la carta que van rebre per part de l'Església de Roma, són l'obra El pastor d'Hermes i sant Ireneu de Lió, probablement ja esmentat per Hegèsip a mitjans del segle ii pensant que l'autor era Climent. La primera esmenta un Climent indeterminat que era el responsable de comunicar-se amb altres esglésies, mentre que Ireneu quan comenta aquest fet l'explica durant el pontificat de Climent. El pastor, a més a més, dona a entendre que l'autor és algú de cultura hebraica i hel·lenística. Igualment ho apunta Eusebi de Cesarea, que també aporta nombrosa informació sobre la carta. Fa notar la presència de moltes citacions hebrees de l'Antic Testament i dels llibres intertestamentaris, i segons la seva opinió Climent hauria estat el traductor de la mateixa epístola del Nou Testament escrita per Pau en la seva llengua materna.
La carta és una resposta a la disputa en el si de l'església coríntia, que va donar lloc a l'expulsió de diversos preveres dels seus càrrecs, de fet, la carta és un testimoni històric sobre l'organització de l'Església a final del segle i. Es desconeix el motiu del descontentament i de l'expulsió dels preveres, l'autor ho considera un acte de prepotència i injustificable, com una revolta dels més joves davant dels més ancians. Després d'enaltir la conducta passada de l'Església de Corint, denuncia els vicis i elogia les virtuts, il·lustra diversos temes amb nombroses cites de l'Antic Testament. Amb això ocupa dos terços de la carta per a finalment acabar rebutjant els desordres ocorreguts. Amb una gran longitud, Climent fa exhortacions de caràcter general sobre qüestions pràctiques, i amb un to d'homilia, probablement al que estava acostumat amb els seus companys cristians a Roma. Alguns autors contemporanis apunten que potser era a causa de la presència d'elements gnòstics, que estaven en contra de la conducta ortodoxa dels sacerdots, mentre que altres creuen que és a causa de la mateixa institució del sacerdoci, poc present a Corint, i per tant, seria un problema d'organització intern.
Amb la carta 
sembla que va aconseguir retornar la situació a la normalitat en la 
comunitat coríntia. Per aquesta raó, la carta és considerada un dels 
primers exemples de la mostra d'autoritat del bisbe romà envers altres 
seus eclesiàstiques. Encara que possiblement dita carta no és una afirmació de l'església romana a l'hora d'interferir en segons quins assumptes sobre les altres esglésies, sí que representa un exemple de la voluntat pacificadora matinera dels bisbes romans davant dels problemes presentats a altres seus cristianes.

### Obres atribuïdes antigament
Es coneixen altres textos apòcrifs dels quals se n'ha atribuït l'autoria a Climent, probablement pel gran prestigi que va tenir el bisbe en la primera època de l'Església. Aquests textos són anomenats escrits pseudoclementins, dels quals el més destacat és la «Segona carta als corintis». Altres textos coneguts són les dues «Epístoles a les Verges», de les quals se n'han perdut les originals en grec. Molts van creure la seva autenticitat, perquè eren conegudes al segle iv per Epifani de Salamina, que diu que eren llegides en les esglésies, i per Jeroni. Però després s'ha vist que no van poder ser escrites pel mateix autor de la carta dels corintis. Alguns autors les han atribuïdes a la segona meitat del segle ii o bé, més probablement al segle iii, i Harnack, de fet, creu que les dues cartes eren originalment una.
Entre altres escrits pseudoclementins hi ha alguns que cita l'autor del Liber Pontificalis atribueix a Climent haver escrit nombroses obres sobre la fe i la religió cristiana. Louise Loomis apunta que l'autor no fa referència a l'únic text que es considera verídic d'aquest bisbe, la carta als corintis, i diu que les nombroses obres a les quals es refereix són possiblement els deu llibres de la Recognitiones, uns textos traduïts de l'original grec –perdut– al llatí per Rufí d'Aquileia, i atribuïts erròniament a Climent. També se li atribueixen cinc decretals pseudoisidorianes, entre les quals hi ha una carta a Jaume, germà de Jesús. Philip Schaff comenta que contenen també textos apòcrifs que són atribuïts als primers bisbes de Roma, des de Climent fins a Melquíades, igualment en un cas similar, en el Cànon dels Apòstols i en les Constitucions Apostòliques, també atribuïts a Climent.

#### Segona carta als corintis
En aquest conjunt de textos hi destaca l'anomenada «Segona Epístola de Climent». Més que una carta, és una antiga homilia d'autor anònim. Està escrita en grec imitant l'estil de la primera carta. Esmentada primerament per Eusebi de Cesarea, el qual la considera espúria, comentant que té una gran de coneixements sobre els antics. Més tard fou esmentada per Rufí d'Aquileia i Jeroni d'Estridó. La carta va ser llegida en un acte litúrgic a Corint vers l'any 170, però és en el segle v quan possiblement comença més la creença en la seva autenticitat i és inclosa en el Codex Alexandrinus del Nou Testament del segle v. Més tard, al segle vi va ser citada pels líders monofisites, Timoteu d'Alexandria i Sever d'Antioquia, i després coneguda per molts autors grecs. No obstant això, en termes generals, aquest text fou menys conegut que la primera epístola.
El text desprèn un gran coneixement dels evangelis canònics, però també dels fets de la vida de Jesús no canònics. A la comunitat on s'escriu hi semblen presents algunes doctrines gnòstiques, tot i que no de forma directa. L'autor sembla tenir més interès en el compromís ètic que suposa creure en la salvació de la humanitat gràcies a Crist. El seu testimoni fa gran contrast amb la matinera veneració a la carta genuïna. Hilgenfeld exposa una teoria segons la qual aquesta carta era en realitat del papa Soter dirigida als corintis. Aquesta teoria fou acceptada per molts crítics fins als descobriments de Filótheos Vriénnios, que demostrà que el text no era una carta sinó una homilia, però que certament feia referència a Corint amb l'esment dels Jocs Ístmics. Lightfoot i altres autors la consideraren anterior a Marció, ca. 140, però la seva referència a punts de vista gnòstics no permeten donar-li una datació anterior.